# Де Рахевильц, Мэри
Мэри де Рахевильц (англ. Mary de Rachewiltz; род. 9 июля 1925 года, Брессаноне, Италия) — итало-американская писательница и переводчик, дочь поэта Эзры Паунда и виолончелистки Ольги Радж.

## Биография
Родилась 9 июля 1925 года.
Во время Второй мировой войны её мать потеряла свой дом в Венеции, и Мэри на некоторое время переехала со своей матерью в Рапалло. Позже её отправили обратно в Гайс, когда отец привез свою законную жену, Дороти Шекспир.
Мэри было 19, когда её отец наконец рассказал ей о другой своей семье: своей жене Шекспир и сыне Омаре, сводном брате Мэри. Когда она вернулась в Рапалло, она обнаружила, что её отец был арестован властями США по обвинению в государственной измене из-за его передач военного времени. Он содержался в «Центре дисциплинарной подготовки» в Пизе. Он был вывезен из Пизы в США, где его признали психически недееспособным для судебного разбирательства. Следующие 12 лет он провел в больнице Святой Елизаветы. После освобождения он вернулся в Италию. Некоторое время он жил с Мэри в её семейном поместье Касл Брунненбург.
В 1946 году Мэри вышла замуж за египтолога Бориса де Рашевильца. В следующем году родился сын, а через два года — дочь. Они купили и отремонтировали для своей резиденции замок Брунненбург в итальянском Тироле. Она опубликовала автобиографию «Усмотрения» в 1971 году. В следующем году её отец умер в Венеции.
В 1980-х годах де Рахевильц опубликовала первое двуязычное издание эпической поэмы её отца «Песни», работу над которой он начал за несколько лет до 1915 года и продолжал на протяжении всей своей жизни до самой смерти. Она получила премию Читта ди Монселиче в 1986 году за перевод этого стихотворения на итальянский язык. Де Рахевильц училась в колледже Рэдклифф с 1973 по 1975 год. Она читала лекции о творчестве своего отца и модернистской поэзии по всей территории США и Канады. Она собрала и отредактировала в соавторстве с биографом Дэвидом Муди письма своего отца, написанные его родителям, опубликованные в 2011 году под названием «Эзра Паунд своим родителям».